# 敦布勒維察鄉 (馬拉穆列什縣)
47°22′N 23°23′E / 47.36°N 23.39°E
敦布勒維察鄉（羅馬尼亞語：Comuna Dumbrăvița, Maramureș），是羅馬尼亞的鄉份，位於該國西北部，由馬拉穆列什縣負責管轄，面積52平方公里，海拔高度199米，2007年人口4,378，人口密度每平方公里85人。